# Oscar Ichazo
Oscar Ichazo (24 juli 1931 - 26 april 2020) was een Boliviaanse esotericus die bekend staat om zijn ontwikkeling van de Enneagram van Persoonlijkheid, een model van de menselijke psyche. Hij was de oprichter van de Arica School, die cursussen aanbiedt in zelfontwikkeling.

## Biografie
Ichazo werd geboren in Bolivia en beweerde dat hij sinds zijn jeugd mystieke ervaringen had. Hij reisde door Zuid-Amerika en Azië om verschillende spirituele tradities te bestuderen. In de jaren zestig vestigde hij de Arica School in Chili. Ichazo stierf in 2020 op 88-jarige leeftijd.

## Filosofie
Ichazo introduceerde het concept van de Enneagram van Persoonlijkheid, een model dat negen verschillende persoonlijkheidstypen identificeert. Dit model is sindsdien populair geworden in de psychologie en de spirituele gemeenschap. Zijn Arica school combineert elementen van oosterse en westerse filosofie en heeft als doel de menselijke bewustzijnstoestand te verhogen.